# 日活芸術学院
日活芸術学院（にっかつげいじゅつがくいん）は、かつて存在した日本の映画学校。

## 概要
日活テレビ映画芸術学院として映画会社の日活が経営し、1975年に日活撮影所内の一角に設立された。1979年に改名。日本では唯一、映画撮影所内に存在する学校であった。実際の撮影現場での実習制度があるのも特徴であった。設立当初の日活は全盛期にあたったロマンポルノのほか、東宝配給による山口百恵主演のホリプロ作品など多くの他社作品を下請け受注し稼働の活発な撮影所であった。2006年に声優科、2007年に企画シナリオ専科が廃止され、閉校時には映像科・演技科の2学科のみであった。
2010年6月10日、日活と城西国際大学が包括協定を締結。これにより学院事業は城西国際大学メディア学部・映像芸術コース（2011年4月新設）に引き継がれた。学院独自の生徒募集は2011年4月入学を以って終了し、その入学生が卒業する2013年3月で閉校した。

## 設置学科・コース
- 映像科
  - 創作系
    - プロデューサーコース
    - 監督コース

  - 技術系
    - 撮影・照明コース
    - 録音コース
    - 編集コース
    - スクリプターコース

  - 美術系
    - 美術コース
    - 特殊メイクコース
- 俳優科

## 講師

### 歴代学院長
1. 牛原虚彦
2. 遠藤周作
3. 三浦朱門
4. 高村倉太郎
5. 木村威夫
6. 佐藤直樹

### 講師
- 前田米造（顧問／専任講師／撮影監督）
- 及川善弘（主任専任講師／映画監督）
- 中原俊（映画監督）
- 鈴木晄（編集技師）
- 奥原好幸（編集技師）
- 堀北昌子（スクリプター）
- 江川悦子（特殊メイクアップ・特殊造形アーティスト）
- 田辺満（シナリオライター）

## アクセス
- 京王線・調布駅南口4番乗場から京王電鉄バス「多摩川住宅西行」に乗車、「日活撮影所」で下車。
- 京王相模原線・京王多摩川駅から京王電鉄バス「多摩川住宅西行」に乗車、「日活撮影所」で下車。
- 小田急小田原線・狛江駅北口バス停1番乗り場から「多摩川住宅（中央）行」に乗車、「多摩川住宅南口」で下車後徒歩10分。
- なお、狛江駅からは朝夕に各1本、学院専用のチャーター便も運行している。
- 徒歩では京王線・布田駅南口を出て都道121号線を南下、椿地蔵前という信号を直進、突き当り染地2丁目の信号を左折後約300メートル。

## 出身者
- 鈴木雅之 - テレビドラマ演出家
- 杉本達 - 演出家、テレビディレクター、映画監督
- 高瀬比呂志 - 映画撮影監督
- 杉山嘉一 - 映画監督
- 池田知聡
- 薮中亮平
- 永島暎子
- 真柴幸平
- サトウトシキ
- 武上純希
- 田口清隆（第25期生）
- 小松公典
- 安藤ヒロキオ(第27期生)
- 小栗はるひ（第31期生）
- 増元拓也（第27期生）
- 山口雄也(25期生） - 映画監督
- 稲輪吉泰(26期生)
- 佐藤克則
- 高橋勲[2]
- 古川奈苗